# Clubiona logunovi
Clubiona logunovi là một loài nhện trong họ Clubionidae.
Loài này thuộc chi Clubiona. Clubiona logunovi được miêu tả năm 1990 bởi Mikhailov.